# Haa Chhu
Der Haa Chhu, alternative Schreibweise: Ha Chhu, ist ein etwa 73 km langer rechter Nebenfluss des Wang Chhu (im Unterlauf in Indien: Raidak) im Westen von Bhutan.
Der Haa Chhu entspringt im Himalaya auf einer Höhe von etwa 4660 m an der Südostflanke eines über 5500 m hohen Gebirgskamms im Westen von Bhutan. Dort verläuft die Wasserscheide zum weiter westlich verlaufenden Amo Chhu. Der Haa Chhu fließt in überwiegend südöstlicher Richtung durch das Gebirge. Bei Flusskilometer 51 passiert er Damthang, ein Garnisonsstandort. Anschließend verbreitert sich das Flusstal. Bei Flusskilometer 40 passiert der Haa Chhu das Distriktverwaltungszentrum Haa. Auf den unteren 30 Kilometern verengt sich das Tal wieder. Schließlich erreicht der Haa Chhu auf einer Höhe von etwa 2000 m den von Norden heranfließenden Wang Chhu. Der Haa Chhu durchquert den Distrikt Haa. Der Unterlauf liegt im Distrikt Paro. Der Haa Chhu entwässert ein Areal von etwa 780 km².